# La Réole
La Réole là một xã thuộc tỉnh Gironde trong vùng Aquitaine tây nam nước Pháp. Xã này nằm ở khu vực có độ cao trung bình 25 mét trên mực nước biển.

## Địa lý
La Reóle tọa lạc ở hữu ngạn sông Gironde, 38 dặm (61 km) về phía đông nam Bordeaux theo đường ray.